# Villeneuve-Saint-Salves
Villeneuve-Saint-Salves település Franciaországban, Yonne megyében. Lakosainak száma 257 fő (2022. január 1.). Villeneuve-Saint-Salves Héry, Auxerre, Bleigny-le-Carreau, Monéteau, Montigny-la-Resle és Venoy községekkel határos.

## Népesség
A település népessége az elmúlt években az alábbi módon változott:
| Lakosok száma | 276  | 263  | 260  | 253  | 252  | 254  | 255  | 256  | 257  |
|               | 2013 | 2015 | 2016 | 2017 | 2018 | 2019 | 2020 | 2021 | 2022 |